# グルーヴ・コレクティヴ
グルーヴ・コレクティヴ（Groove Collective）は、アメリカのアシッドジャズ・バンド。2007年には、サヴォイ・ジャズ・レーベルからのアルバム『People People Music Music』のリリースで、グラミー賞におけるその年の最優秀コンテンポラリー・ジャズ・アルバムにノミネートされた。

## スタイル
グルーヴ・コレクティヴは1990年に結成された。オリジナル・メンバーは、パーカッショニストのMCゴードン・"ナッピーG"・クレイ、キーボーディストのイタール・シュール、ヴィブラフォン奏者のビル・ウェア、ドラマーのゲンジ・シライシ、ベーシストのジョナサン・マロン、パーカッショニストのクリス・テバージ、フルーティストのリチャード・ワース、サックス奏者のジェイ・ロドリゲス、トランペット奏者のファビオ・モルゲラ、トロンボーン奏者のジョシュ・ローズマンであった。
初期の公演を目撃した音楽プロデューサーのゲイリー・カッツは、バンドとリプリーズ・レコードとの契約について交渉し、1993年に彼らの名を冠したデビュー・アルバムをプロデュースした。
1994年に、彼らは著名なジャズ・アーティスト、ハービー・ハンコックやロイ・エアーズと一緒に、レッド・ホット・オーガニゼーションのコンピレーション・アルバム『Stolen Moments: Red Hot + Cool』に参加した。このアルバムは、アフリカ系アメリカ人コミュニティに関わるエイズの流行をサポートするための意識と資金を高めることを目的としており、『タイム』誌から「アルバム・オブ・ザ・イヤー」とされた。
彼らは1996年に、ビートルズの「アイ・ウォント・ユー」のカバーが『ビルボード』誌のダンス・クラブ・ソングス・チャートで最高位45位、ダンス・マキシシングル・チャートで最高位23位を記録し、「Lift Off」がホット・R&B・シングル・チャートで最高位73位を記録。
グルーヴ・コレクティヴの音楽スタイルは、メンバー個々の幅広い背景と関心を反映している。グループの1996年のリリースについてコメントし、批評家のマイケル・ケイシーは、グルーヴ・コレクティヴのサウンドに作用している数多くの影響、特にアフロ・ポップ、ラテンジャズ、ヒップホップ、伝統的なジャズ・スタイルの存在について言及した。このミックスは、ビバップ、ファンク、オールドスクール・ヒップホップ、クラシック・ソウルなど、メンバーのさまざまな影響から生まれている。ベーシストで共同創設者のジョナサン・マロンは、音楽におけるDJの美学の重要性を認め、「（グルーヴ・コレクティヴの）目標は常に、満員のクラブで夜の間にDJが演奏する音楽の範囲をエミュレートすることでした。…素晴らしいDJは、部屋に火をつけてダンスフロアを埋めることができる曲を知っています。私のお気に入りの音楽体験のいくつかはクラブにあります。クラブでは、これらのスタイルすべてが1つの大きなイディオムにうまく溶け込んでいることに気づきます」と述べた。グループの価値をなすものの中心にあるのは、ライブ・インストゥルメンタルを演奏するこだわりと、ダンスフロアのオーディエンスのためにグルーヴをつくり出して維持する能力である。
グルーヴ・コレクティヴは、デヴィッド・マンキューソの有名なロフト・パーティで演奏した3つの既知のライブ・バンドの1つである。
グルーヴ・コレクティヴのメンバーは、プリンス、トゥパック・シャクール、シュガーヒル・ギャング、ディアンジェロ、ジャズ・パッセンジャーズ、デイヴ・ホランド、スティーリー・ダン、カーティス・メイフィールド、ジョン・ゾーン、スカタライツ、ファラオ・サンダース、セリア・クルス、ミシェル・ンデゲオチェロらと共演している。

## メンバー

### 現在のラインナップ

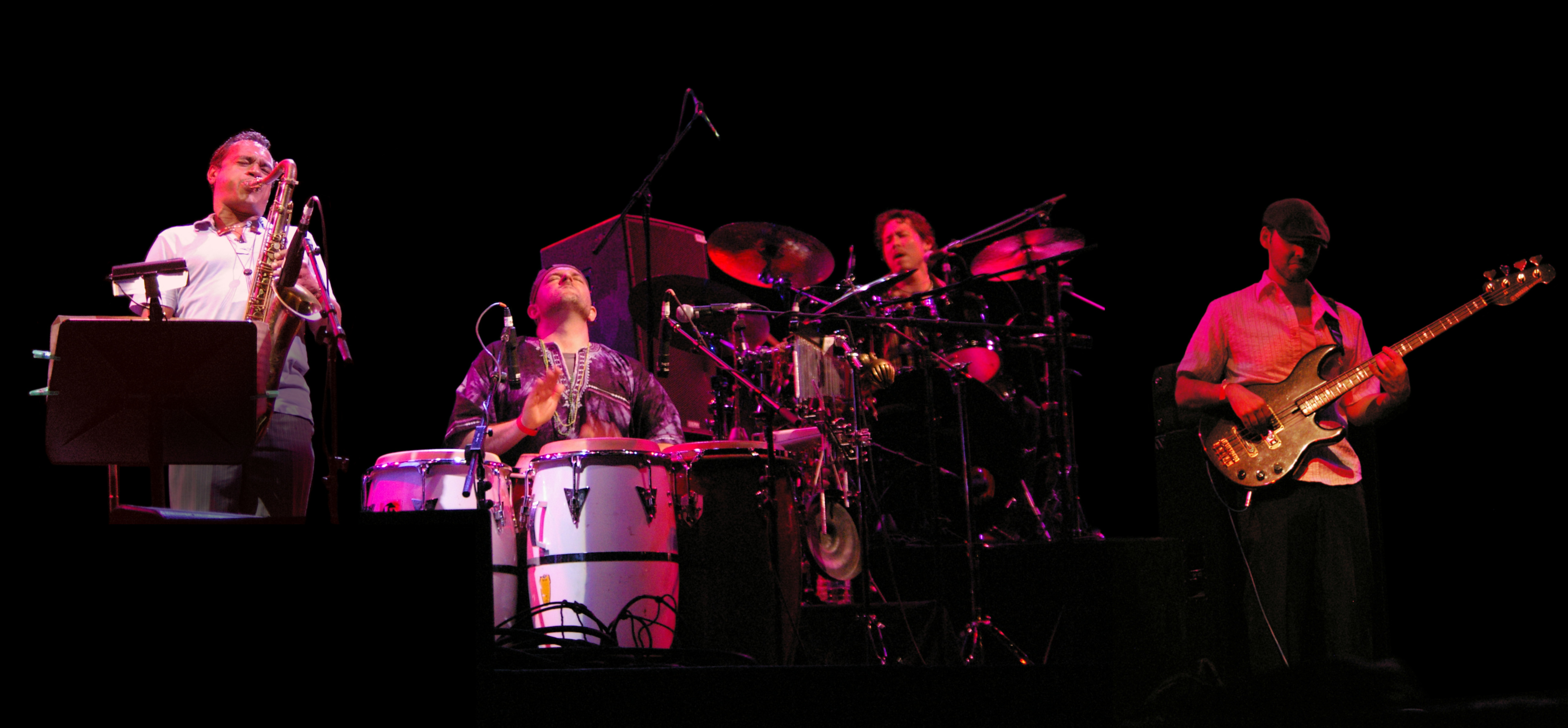
ブルックリンを讃えるグルーヴ・コレクティヴ

- ジェイ・ロドリゲス (Jay Rodriguez) - サクソフォーン、フルート、ボーカル
- ジョナサン・マロン (Jonathan Maron) - ベース
- ゲンジ・シライシ (Genji Siraisi) - ドラム
- クリス・テバージ (Chris Ifatoye Theberge) - コンガ、ベータ

with
- ジョシュ・ローズマン (Josh Roseman) - トロンボーン
- マーシオ・ガルシア (Marcio Garcia) - キーボード
- ブライアン・ヴァーガス (Bryan Vargas) - ギター
- ニナ・クリース (Nina Creese) - パーカッション、ボーカル

### 旧メンバー
- リチャード・ワース (Richard Worth) - フルート、カリンバ、作曲、ボーカル
- イタール・シュール (Itaal Shur) - キーボード、シンセサイザー、作曲、ボーカル
- ビル・ウェア (Bill Ware) - ヴィブラフォン、作曲、ボーカル
- ゴードン・"ナッピーG"・クレイ (Nappy G/Gordon Clay) - パーカッション、トークング・ドラム、作曲、ボーカル
- バーニー・マッコール (Barney McAll) - キーボード、玩具、サンプラー、作曲
- ファビオ・モルゲラ (Fabio Morgera) - トランペット、フリューゲルホルン、作曲
- デヴィッド・ジェンセン (David Jensen) - テナー・サックス

## ディスコグラフィ

### アルバム
- 『グルーヴ・コレクティヴ!!』 - Groove Collective (1994年、Reprise/Giant Step) ※全米ジャズ20位[7]
- 『ウィ・ザ・ピープル』 - We the People (1996年、Giant Step) ※全米ジャズ20位
- Dance of the Drunken Master (1998年、Shanachie) ※全米ジャズ22位
- Declassified (1999年、Shanachie)
- 『イッツ・オール・イン・ユアー・マインド』 - It's All in Your Mind (2001年、Shanachie)
- 『Brooklyn, NY 04.20.02』 - Live: Brooklyn, NY 04.20.02 (2002年、Kufala)
- Live...and Hard to Find (2002年、Kufala)
- New York, NY 20.12.02 (2002年、Kufala)
- 『People People Music Music』 - People People Music Music (2005年、Savoy)
- 『PS1 Warm Up: Brooklyn, NY, 7/2/2005』 - PS1 Warm Up: Brooklyn, NY, 7/2/2005 (2007年、Kufala)
- 『ライヴ・フロム・NYC』 - Live from NYC (2009年、Hei Grobal Entertainment)